# نهائي كأس فرنسا 2008
نهائي كأس فرنسا 2008 هي المباراة النهائية من منافسة كأس فرنسا 2007–08، أقيمت المباراة في 24 مايو 2008، في ملعب فرنسا، بين فريقي أولمبيك ليون، وباريس سان جيرمان، وفاز فيها أولمبيك ليون، بعد أن هزم باريس سان جيرمان، بنتيجة 1 - 0، وكان حكم المباراة Philippe Kalt ‏، وحضر المباراة 79204 شخصاً.

## تفاصيل المباراة
لعبت المباراة النهائية في 24 مايو 2008.
| أولمبيك ليون          | 1 -0 | باريس سان جيرمان |
| --------------------- | ---- | ---------------- |
| سيدني غوفو 102 دقيقة' |      |                  |